# Variety
 (транскр.  Варајети) америчка је медијска компанија у власништву Penske Media Corporation. Компанију је основао Сајм Силверман у Њујорку 1905. године као недељне новине које извештавају о позоришту и водвиљу. Године 1933. додат је Daily Variety, са седиштем у Лос Анђелесу, да покрије филмску индустрију. Variety.com садржи вести из забаве, критике, резултате на благајнама, насловне приче, видео снимке и фото галерије, плус базу података шпица, карте производње и календар, са архивским садржајем који датира до 1905. године.